# Сервій Сульпіцій Камерін Руф (консул 345 року до н. е.)
Се́рвій Сульпі́цій Камері́н Руф (лат. Servius Sulpicius Camerinus Rufus; IV століття до н. е.) — політичний, державний і військовий діяч Римської республіки, консул 345 року до н. е.

## Біографія
Походив з патриціанського  роду Сульпіціїв. Ймовірно син Сервія Сульпіція Руфа, Військовий трибун з консульською владою|військового трибуна з консульською владою (консулярного трибуна) і Фабії. Про дитячі роки і молодість, щаблі кар'єри (cursus honorum) нічого невідомо.
345 року до н. е. Сервія Сульпіція було обрано консулом разом з Марком Фабієм Дорсуоном. Коли аврунки зробили набіг на землі Римської республіки, сенат, боячись, що ворога підтримають усі латинські міста, призначив диктатора Луція Фурія Камілла. Після закінчення терміну диктатури консули взяли військо Камілла під своє командування і взяли місто вольсків Сора, захопивши його зненацька.
З того часу про подальшу долю Сервія Сульпіція Камеріна Руфа згадок немає.